# (4068) Menestheus
(4068) Menestheus ist ein Asteroid aus der Gruppe der Jupiter-Trojaner. Damit werden Asteroiden bezeichnet, die auf den Lagrange-Punkten auf der Bahn des Jupiter um die Sonne laufen. (4068) Menestheus wurde am 19. September 1973 von Cornelis Johannes van Houten, Ingrid van Houten-Groeneveld und Tom Gehrels entdeckt. Er ist dem Lagrangepunkt L4 zugeordnet.
Der Asteroid trägt den Namen des mythologischen Königs Menestheus von Athen.